# Старые Ургагары
Ста́рые Ургага́ры (тат. Иске Үргәагар) — село в Алькеевском районе Республики Татарстан, в составе Новоургагарского сельского поселения.

## География
Село находится в Западном Закамье. К северной части села примыкает село Новые Ургагары. Высота над уровнем моря — 144 м.

### Климат
Климат в селе умеренно-континентальный, Dfb по классификации Кёппена. Средняя температура воздуха — 5,0 °C, среднегодовое количество осадков — 675 мм.

## История
В «Списке населенных мест по сведениям 1859 года», изданном в 1866 году, населённый пункт упомянут как владельческая деревня Старые Ургагары 2-го стана Спасского уезда Казанской губернии. Располагалась при колодцах, по левую сторону коммерческого Самарского тракта, в 45 верстах от уездного города Спасска и в 5 верстах от становой квартиры в казённой деревне Базарные Матаки. В деревне в 125 дворах жили 783 человека (395 мужчин и 388 женщин). Была мечеть

## Население
Динамика
По данным переписей, население села увеличивалось со 172 душ мужского пола (совместно с жителями села Новые Ургагары) в 1782 году до 1125 человек в 1920 году. В последующие годы численность населения села уменьшалась и в 2015 году составила 131 человек.
Национальный состав
Согласно результатам переписи 2002 года, в национальной структуре населения села татары составляли 97% из 146 человек.

## Инфраструктура
В селе 2 улицы.